# Eishockey-Weltmeisterschaft der U18-Junioren 2016
Die 18. Eishockey-Weltmeisterschaften der U18-Junioren der Internationalen Eishockey-Föderation IIHF waren die Eishockey-Weltmeisterschaften des Jahres 2016 in der Altersklasse der Unter-Achtzehnjährigen (U18). Insgesamt nahmen zwischen dem 14. Februar und 24. April 2016 43 Nationalmannschaften an den sieben Turnieren der Top-Division sowie der Divisionen I bis III teil.
Der Weltmeister wurde zum dritten Mal insgesamt die finnische Mannschaft, die Schweden im rein skandinavischen Finale deutlich mit 6:1 bezwingen konnte. Es war der erste Titelgewinn der Finnen seit der Weltmeisterschaft 2000, während es für die Schweden bereits die fünfte Finalniederlage war. Den dritten Rang belegte der Serienweltmeister aus den Vereinigten Staaten, der erstmals seit Weltmeisterschaft 2008 das Finale verpasste. Die deutsche Mannschaft verpasste durch den zweiten Rang in der Gruppe A der Division I den Wiederaufstieg in die Top-Division knapp. Das Schweizer Team beendete das Turnier auf dem achten Rang. Österreich stieg in der Gruppe A der Division I durch den sechsten Rang umgehend wieder in die B-Gruppe ab.

## Teilnehmer, Austragungsorte und -zeiträume
- Top-Division: 14. bis 24. April 2016 in Grand Forks, North Dakota, USA
Teilnehmer:  Dänemark (Aufsteiger),  Finnland,  Kanada,  Lettland,  Russland,  Schweden,  Schweiz,  Slowakei,  Tschechien,  USA (Titelverteidiger)

- Division I
  - Gruppe A: 9. bis 15. April 2016 in Minsk, Belarus
Teilnehmer:  Belarus,  Deutschland (Absteiger),  Frankreich,  Kasachstan,  Norwegen,  Österreich (Aufsteiger)
  - Gruppe B: 18. bis 24. April 2016 in Asiago, Italien
Teilnehmer:  Italien,  Japan,  Slowenien,  Südkorea (Aufsteiger),  Ukraine,  Ungarn (Absteiger)

- Division II
  - Gruppe A: 4. bis 10. April 2016 in Brașov, Rumänien
Teilnehmer:  Großbritannien,  Kroatien,  Litauen (Absteiger),  Niederlande,  Polen,  Rumänien (Aufsteiger)
  - Gruppe B: 26. März bis 1. April 2016 in Valdemoro, Spanien
Teilnehmer:  Belgien,  Volksrepublik China,  Estland (Absteiger),  Island (Aufsteiger),  Serbien,  Spanien

- Division III:
  - Gruppe A: 14. bis 20. März 2016 in Sofia, Bulgarien
Teilnehmer:  Australien (Absteiger),  Bulgarien,  Republik China (Taiwan),  Israel,  Mexiko,  Türkei (Aufsteiger)
  - Gruppe B: 14. bis 19. Februar 2016 in Kapstadt, Südafrika
Teilnehmer:  Hongkong,  Neuseeland,  Südafrika (Absteiger)

## Top-Division
Die U18-Weltmeisterschaft wurde vom 14. bis zum 24. April 2016 in der US-amerikanischen Stadt Grand Forks im Bundesstaat North Dakota ausgetragen. Gespielt wurde in der Ralph Engelstad Arena (11.643 Plätze), sowie in der Purpur Arena mit 5.400 Plätzen.
Am Turnier nahmen zehn Nationalmannschaften teil, die in zwei Gruppen zu je fünf Teams spielen. Dabei setzten sich die beiden Gruppen nach den Platzierungen der Nationalmannschaften bei der Weltmeisterschaft 2015 nach folgendem Schlüssel zusammen:
| Gruppe A     | Gruppe B       |
| USA (1)      | Finnland (2)   |
| Schweiz (4)  | Kanada (3)     |
| Russland (5) | Tschechien (6) |
| Schweden (8) | Slowakei (7)   |
| Lettland (9) | Dänemark (11)  |

Zwei Wochen vor dem Turnier wurde ein Großteil der Spieler der russischen Mannschaft positiv auf Meldonium getestet, welches seit 1. Januar 2016 auf der Dopingliste der Welt-Anti-Doping-Agentur stand. Die Mannschaft wurde daraufhin fast komplett durch die russische U17-Mannschaft unter Trainer Sergei Golubowitsch ersetzt.

### Modus
Bereits für die Weltmeisterschaft 2013 wurde ein neuer Spielmodus beschlossen. Nach den Gruppenspielen der Vorrunde qualifizieren sich die vier Gruppenbesten für das Viertelfinale. Die beiden Fünften der Gruppenspiele bestreiten die Abstiegsrunde im Modus „Best-of-Three“ und ermitteln dabei einen Absteiger in die Division IA. Die Platzierungsspiele um Platz sieben und fünf entfallen weiterhin.

### Austragungsorte
| \| Grand Forks \|                    |
| Austragungsort der Weltmeisterschaft |
| Grand Forks                          |

| Grand Forks |

### Vorrunde

#### Gruppe A
| 14. April 2016 12:00 Uhr (Ortszeit) | Lettland | 4:5 n. V. (1:0, 1:3, 2:1, 0:1) Spielbericht | Schweiz | Ralph Engelstad Arena, Grand Forks Zuschauer: 2.538 |

| 14. April 2016 19:30 Uhr | Russland | 2:8 (1:2, 1:2, 0:4) Spielbericht | USA | Ralph Engelstad Arena, Grand Forks Zuschauer: 4.137 |

| 15. April 2016 15:00 Uhr | Schweden | 4:3 n. V. (2:0, 0:1, 1:2, 1:0) Spielbericht | Lettland | Ralph Engelstad Arena, Grand Forks Zuschauer: 2.282 |

| 16. April 2016 12:00 Uhr | Schweiz | 1:2 n. V. (0:0, 0:1, 1:0, 0:1) Spielbericht | Russland | Ralph Engelstad Arena, Grand Forks Zuschauer: 2.538 |

| 16. April 2016 15:45 Uhr | USA | 6:1 (1:0, 3:0, 2:1) Spielbericht | Schweden | Ralph Engelstad Arena, Grand Forks Zuschauer: 3.401 |

| 17. April 2016 15:00 Uhr | Lettland | 1:12 (0:2, 1:6, 0:4) Spielbericht | USA | Ralph Engelstad Arena, Grand Forks Zuschauer: 2.560 |

| 18. April 2016 12:00 Uhr | Russland | 7:0 (4:0, 2:0, 1:0) Spielbericht | Lettland | Ralph Engelstad Arena, Grand Forks Zuschauer: 2.754 |

| 18. April 2016 15:45 Uhr | Schweiz | 1:8 (1:1, 0:3, 0:4) Spielbericht | Schweden | Ralph Engelstad Arena, Grand Forks Zuschauer: 2.787 |

| 19. April 2016 12:00 Uhr | Schweden | 5:1 (1:0, 3:0, 1:1) Spielbericht | Russland | Ralph Engelstad Arena, Grand Forks Zuschauer: 2.619 |

| 19. April 2016 19:30 Uhr | USA | 4:0 (2:0, 1:0, 1:0) Spielbericht | Schweiz | Ralph Engelstad Arena, Grand Forks Zuschauer: 2.267 |

| Pl. |          | Sp | S | OTS | OTN | N | Tore  | Punkte |
| 1.  | USA      | 4  | 4 | 0   | 0   | 0 | 30:04 | 12     |
| 2.  | Schweden | 4  | 2 | 1   | 0   | 1 | 18:11 | 08     |
| 3.  | Russland | 4  | 1 | 1   | 0   | 2 | 12:14 | 05     |
| 4.  | Schweiz  | 4  | 0 | 1   | 1   | 2 | 07:18 | 03     |
| 5.  | Lettland | 4  | 0 | 0   | 2   | 2 | 08:28 | 02     |

Abkürzungen: Pl. = Platz, Sp = Spiele, S = Siege, OTS = Siege nach Verlängerung (Overtime) oder Penaltyschießen, OTN = Niederlagen nach Verlängerung oder Penaltyschießen, N = Niederlagen
Erläuterungen: Viertelfinalqualifikant, Abstiegsrundenqualifikant

#### Gruppe B
| 14. April 2016 15:45 Uhr (Ortszeit) | Slowakei | 5:4 (4:3, 0:1, 1:0) Spielbericht | Dänemark | Ralph Engelstad Arena, Grand Forks Zuschauer: 2.557 |

| 14. April 2016 18:00 Uhr | Tschechien | 3:4 n. P. (1:3, 0:0, 2:0, 0:0, 0:1) Spielbericht | Finnland | Purpur Arena, Grand Forks Zuschauer: 406 |

| 15. April 2016 19:00 Uhr | Dänemark | 2:10 (2:2, 0:5, 0:3) Spielbericht | Kanada | Ralph Engelstad Arena, Grand Forks Zuschauer: 2.475 |

| 16. April 2016 18:00 Uhr | Finnland | 4:2 (1:0, 2:2, 1:0) Spielbericht | Slowakei | Purpur Arena, Grand Forks Zuschauer: 427 |

| 16. April 2016 19:30 Uhr | Kanada | 3:1 (2:0, 1:0, 0:1) Spielbericht | Tschechien | Ralph Engelstad Arena, Grand Forks Zuschauer: 2.478 |

| 17. April 2016 19:00 Uhr | Dänemark | 1:4 (1:2, 0:1, 0:1) Spielbericht | Finnland | Ralph Engelstad Arena, Grand Forks Zuschauer: 2.644 |

| 18. April 2018 18:00 Uhr | Tschechien | 9:2 (1:0, 2:1, 6:1) Spielbericht | Dänemark | Purpur Arena, Grand Forks Zuschauer: 417 |

| 18. April 2016 19:30 Uhr | Kanada | 3:1 (0:0, 3:0, 0:1) Spielbericht | Slowakei | Ralph Engelstad Arena, Grand Forks Zuschauer: 2.122 |

| 19. April 2016 15:45 Uhr | Finnland | 1:3 (0:2, 0:0, 1:1) Spielbericht | Kanada | Ralph Engelstad Arena, Grand Forks Zuschauer: 2.832 |

| 19. April 2016 18:00 Uhr | Slowakei | 4:3 (1:2, 1:1, 2:0) Spielbericht | Tschechien | Purpur Arena, Grand Forks Zuschauer: 463 |

| Pl. |            | Sp | S | OTS | OTN | N | Tore  | Punkte |
| 1.  | Kanada     | 4  | 4 | 0   | 0   | 0 | 19:05 | 12     |
| 2.  | Finnland   | 4  | 2 | 1   | 0   | 1 | 13:09 | 06     |
| 3.  | Slowakei   | 4  | 2 | 0   | 0   | 2 | 12:14 | 06     |
| 4.  | Tschechien | 4  | 1 | 0   | 1   | 2 | 16:13 | 04     |
| 5.  | Dänemark   | 4  | 0 | 0   | 0   | 4 | 09:28 | 0      |

Abkürzungen: Pl. = Platz, Sp = Spiele, S = Siege, OTS = Siege nach Verlängerung (Overtime) oder Penaltyschießen, OTN = Niederlagen nach Verlängerung oder Penaltyschießen, N = Niederlagen
Erläuterungen: Viertelfinalqualifikant, Abstiegsrundenqualifikant

### Abstiegsrunde
Die Relegationsrunde wurde im Modus „Best-of-Three“ ausgetragen. Hierbei trafen der Fünftplatzierte der Gruppe A und der Fünfte der Gruppe B aufeinander. Die Mannschaft, die von maximal drei Spielen zuerst zwei für sich entscheiden konnte, verblieb in der WM-Gruppe, der Verlierer stieg in die Division IA ab.
| 21. April 2016 11:00 Uhr (Ortszeit) | Lettland | 5:1 (1:1, 1:0, 3:0) Spielbericht | Dänemark | Purpur Arena, Grand Forks Zuschauer: 101 |

| 22. April 2016 19:00 Uhr | Dänemark | 4:1 (1:0, 1:0, 2:1) Spielbericht | Lettland | Ralph Engelstad Arena, Grand Forks Zuschauer: 3.703 |

| 24. April 2016 11:00 Uhr | Lettland | 4:3 n. P. (0:1, 0:1, 3:1, 0:0, 1:0) Spielbericht | Dänemark | Ralph Engelstad Arena, Grand Forks Zuschauer: 3.039 |

### Finalrunde
|  | Viertelfinale | Viertelfinale | Viertelfinale |  |  | Halbfinale | Halbfinale | Halbfinale |  |  | Finale           | Finale           | Finale           |
|  |               |               |               |  |  |            |            |            |  |  |                  |                  |                  |
|  | A1            | USA           | 8             |  |  |            |            |            |  |  |                  |                  |                  |
|  | B4            | Tschechien    | 0             |  |  |            |            |            |  |  |                  |                  |                  |
|  |               |               |               |  |  | A1         | USA        | 2          |  |  |                  |                  |                  |
|  |               |               |               |  |  | B2         | Finnland   | 4          |  |  |                  |                  |                  |
|  | B2            | Finnland      | 4             |  |  |            |            |            |  |  |                  |                  |                  |
|  | A3            | Russland      | 3             |  |  |            |            |            |  |  |                  |                  |                  |
|  |               |               |               |  |  |            |            |            |  |  | A2               | Schweden         | 1                |
|  |               |               |               |  |  |            |            |            |  |  | B2               | Finnland         | 6                |
|  | B1            | Kanada        | 9             |  |  |            |            |            |  |  |                  |                  |                  |
|  | A4            | Schweiz       | 1             |  |  |            |            |            |  |  |                  |                  |                  |
|  |               |               |               |  |  | B1         | Kanada     | 5          |  |  |                  |                  |                  |
|  |               |               |               |  |  | A2         | Schweden   | 6          |  |  | Spiel um Platz 3 | Spiel um Platz 3 | Spiel um Platz 3 |
|  | A2            | Schweden      | 7             |  |  |            |            |            |  |  | A1               | USA              | 10               |
|  | B3            | Slowakei      | 2             |  |  |            |            |            |  |  | B1               | Kanada           | 3                |

#### Viertelfinale
| 21. April 2016 12:00 Uhr (Ortszeit) | Finnland | 4:3 (1:0, 3:2, 0:1) Spielbericht | Russland | Ralph Engelstad Arena, Grand Forks Zuschauer: 2.117 |

| 21. April 2016 15:45 Uhr | Kanada | 9:1 (2:0, 3:1, 4:0) Spielbericht | Schweiz | Ralph Engelstad Arena, Grand Forks Zuschauer: 2.164 |

| 21. April 2016 18:00 Uhr | Schweden | 7:2 (3:1, 3:0, 1:1) Spielbericht | Slowakei | Purpur Arena, Grand Forks Zuschauer: 301 |

| 21. April 2016 19:30 Uhr | USA | 8:0 (0:0, 3:0, 5:0) Spielbericht | Tschechien | Ralph Engelstad Arena, Grand Forks Zuschauer: 2.381 |

#### Halbfinale
| 23. April 2016 15:00 Uhr | USA | 2:4 (1:1, 0:0, 1:3) Spielbericht | Finnland | Ralph Engelstad Arena, Grand Forks Zuschauer: 2.931 |

| 23. April 2016 19:00 Uhr | Kanada | 5:6 n. P. (1:1, 1:2, 3:2, 0:0, 0:1) Spielbericht | Schweden | Ralph Engelstad Arena, Grand Forks Zuschauer: 3.073 |

#### Spiel um Platz 3
| 24. April 2016 15:00 Uhr | USA | 10:3 (6:1, 1:0, 3:2) Spielbericht | Kanada | Ralph Engelstad Arena, Grand Forks Zuschauer: 3.448 |

#### Finale
| 24. April 2016 19:00 Uhr | Schweden | 1:6 (0:3, 1:1, 0:2) Spielbericht | Finnland | Ralph Engelstad Arena, Grand Forks Zuschauer: 3.543 |

### Statistik

#### Beste Scorer
Abkürzungen: Sp = Spiele, T = Tore, V = Assists, Pkt = Punkte, +/− = Plus/Minus, SM = Strafminuten; Fett: Turnierbestwert
| Spieler            | Mannschaft | Sp | T | V  | Pkt | +/− | SM |
| ------------------ | ---------- | -- | - | -- | --- | --- | -- |
| Tyson Jost         | Kanada     | 7  | 6 | 9  | 15  | +7  | 2  |
| Clayton Keller     | USA        | 7  | 4 | 10 | 14  | +11 | 2  |
| Kailer Yamamoto    | USA        | 7  | 7 | 6  | 13  | +7  | 12 |
| Logan Brown        | USA        | 7  | 3 | 9  | 12  | +6  | 2  |
| Alexander Nylander | Schweden   | 7  | 3 | 8  | 11  | +5  | 0  |
| Joey Anderson      | USA        | 7  | 7 | 2  | 9   | +12 | 2  |
| Eeli Tolvanen      | Finnland   | 7  | 7 | 2  | 9   | +6  | 0  |
| Lias Andersson     | Schweden   | 7  | 5 | 4  | 9   | +3  | 8  |
| Casey Mittelstadt  | USA        | 7  | 4 | 5  | 9   | +6  | 2  |
| Aapeli Räsänen     | Finnland   | 7  | 3 | 6  | 9   | +8  | 12 |

#### Beste Torhüter
Abkürzungen: Sp = Spiele, Min = Eiszeit (in Minuten), GT = Gegentore, SO = Shutouts, Sv% = gehaltene Schüsse (in %), GTS = Gegentorschnitt; Fett: Turnierbestwert
| Spieler              | Mannschaft | Sp | Min    | GT | SO | Sv%   | GTS  |
| -------------------- | ---------- | -- | ------ | -- | -- | ----- | ---- |
| Joseph Woll          | USA        | 3  | 179:31 | 4  | 1  | 94,67 | 1,34 |
| Jake Oettinger       | USA        | 4  | 240:00 | 6  | 1  | 93,41 | 1,50 |
| Daniil Tarassow      | Russland   | 5  | 227:48 | 8  | 1  | 92,08 | 2,11 |
| Ukko-Pekka Luukkonen | Finnland   | 3  | 180:00 | 6  | 0  | 91,67 | 2,00 |
| Filip Gustavsson     | Schweden   | 5  | 289:21 | 13 | 0  | 90,58 | 2,70 |

### Abschlussplatzierungen
| Pl. | Team       |
| --- | ---------- |
| 1   | Finnland   |
| 2   | Schweden   |
| 3   | USA        |
| 4   | Kanada     |
| 5   | Slowakei   |
| 6   | Russland   |
| 7   | Tschechien |
| 8   | Schweiz    |
| 9   | Lettland   |
| 10  | Dänemark   |

### Titel, Auf- und Abstieg
| Weltmeister Finnland | Niilo Halonen, Miro Heiskanen, Juha Jääskä, Henri Jokiharju, Joona Koppanen, Kasper Kotkansalo, Janne Kuokkanen, Leevi Laakso, Ukko-Pekka Luukkonen, Otto Mäkinen, Sami Moilanen, Markus Niemeläinen, Markus Nurmi, Emil Oksanen, Jesse Puljujärvi, Aapeli Räsänen, Robin Salo, Otto Somppi, Eeli Tolvanen, Eetu Tuulola, Urho Vaakanainen, Juuso Välimäki, Kristian Vesalainen Trainer: Jussi Ahokas |

| Silber Schweden | Lias Andersson, Jesper Boqvist, Erik Brännström, Jesper Bratt, Jacob Cederholm, Hugo Danielsson, Marcus Davidsson, Olle Eriksson Ek, Filip Gustavsson, Rickard Hugg, Axel Jonsson Fjällby, Filip Larsson, Timothy Liljegren, Linus Lindström, Isac Lundeström, Jacob Moverare, Alexander Nylander, Elias Pettersson, Jesper Sellgren, Tim Söderlund, Oskar Steen, Adam Tilander, Tim Wahlgren Trainer: Torgny Bendelin |

| Bronze USA | Joseph Anderson, Kieffer Bellows, Logan Brown, Adam Fox, Trent Frederic, James Greenway, Matthew Hellickson, Keeghan Howdeshell, Clayton Keller, Chad Krys, Ryan Lindgren, William Lockwood, Griffin Luce, Luke Martin, Graham McPhee, Casey Mittelstadt, Jake Oettinger, Nick Pastujov, James Sanchez, Zach Walker, Joseph Woll, Kailer Yamamoto Trainer: Danton Cole |

| Absteiger in die Division IA:   | Dänemark |
| Aufsteiger in die Top-Division: | Belarus  |

### Auszeichnungen
Spielertrophäen
| Auszeichnung         | Spieler          | Team     |
| -------------------- | ---------------- | -------- |
| Wertvollster Spieler | Clayton Keller   | USA      |
| Bester Torhüter      | Filip Gustavsson | Schweden |
| Bester Verteidiger   | Adam Fox         | USA      |
| Bester Stürmer       | Tyson Jost       | Kanada   |

All-Star-Team
| Angriff:      | Tyson Jost – Jesse Puljujärvi – Clayton Keller |
| Verteidigung: | Adam Fox – David Quenneville                   |
| Tor:          | Ukko-Pekka Luukkonen                           |

## Division I

### Gruppe A in Minsk, Belarus
Das Turnier der Gruppe A wurde vom 9. bis 15. April 2016 in der belarussischen Hauptstadt Minsk ausgetragen. Die Spiele fanden in der 9.614 Zuschauer fassenden Tschyschouka-Arena statt.
| 9. April 2016 12:00 Uhr (Ortszeit) | Frankreich | 5:2 (1:0, 1:2, 3:0) Spielbericht | Österreich | Tschyschouka-Arena, Minsk Zuschauer: 410 |

| 9. April 2016 15:30 Uhr | Deutschland | 6:3 (2:1, 1:2, 3:0) Spielbericht | Norwegen | Tschyschouka-Arena, Minsk Zuschauer: 1.200 |

| 9. April 2016 19:00 Uhr | Belarus | 5:2 (0:0, 2:2, 3:0) Spielbericht | Kasachstan | Tschyschouka-Arena, Minsk Zuschauer: 4.700 |

| 10. April 2016 12:00 Uhr | Österreich | 0:2 (0:0, 0:1, 0:1) Spielbericht | Deutschland | Tschyschouka-Arena, Minsk Zuschauer: 789 |

| 10. April 2016 15:30 Uhr | Kasachstan | 4:3 (1:1, 0:1, 3:1) Spielbericht | Frankreich | Tschyschouka-Arena, Minsk Zuschauer: 530 |

| 10. April 2016 19:00 Uhr | Norwegen | 3:6 (3:3, 0:3, 0:0) Spielbericht | Belarus | Tschyschouka-Arena, Minsk Zuschauer: 5.450 |

| 12. April 2016 12:00 Uhr | Deutschland | 4:3 n. P. (1:1, 1:1, 1:1, 0:0, 1:0) Spielbericht | Kasachstan | Tschyschouka-Arena, Minsk Zuschauer: 789 |

| 12. April 2016 15:30 Uhr | Österreich | 2:4 (1:3, 0:1, 1:0) Spielbericht | Norwegen | Tschyschouka-Arena, Minsk Zuschauer: 853 |

| 12. April 2016 19:00 Uhr | Belarus | 3:2 (1:1, 1:0, 1:1) Spielbericht | Frankreich | Tschyschouka-Arena, Minsk Zuschauer: 6.800 |

| 13. April 2016 12:00 Uhr | Norwegen | 2:3 n. P. (2:0, 0:2, 0:0, 0:0, 0:1) Spielbericht | Kasachstan | Tschyschouka-Arena, Minsk Zuschauer: 678 |

| 13. April 2016 15:30 Uhr | Frankreich | 3:5 (0:1, 2:2, 1:2) Spielbericht | Deutschland | Tschyschouka-Arena, Minsk Zuschauer: 630 |

| 13. April 2016 19:00 Uhr | Belarus | 4:5 (2:2, 1:3, 1:0) Spielbericht | Österreich | Tschyschouka-Arena, Minsk Zuschauer: 4.800 |

| 15. April 2016 12:00 Uhr | Frankreich | 5:4 (1:2, 3:2, 1:0) Spielbericht | Norwegen | Tschyschouka-Arena, Minsk Zuschauer: 678 |

| 15. April 2016 15:30 Uhr | Kasachstan | 5:2 (1:0, 4:1, 0:1) Spielbericht | Österreich | Tschyschouka-Arena, Minsk Zuschauer: 1.000 |

| 15. April 2016 19:00 Uhr | Deutschland | 3:5 (1:2, 2:1, 0:2) Spielbericht | Belarus | Tschyschouka-Arena, Minsk Zuschauer: 9.200 |

| Pl. |             | Sp | S | OTS | OTN | N | Tore  | Punkte |
| 1.  | Belarus     | 5  | 4 | 0   | 0   | 1 | 23:15 | 12     |
| 2.  | Deutschland | 5  | 3 | 1   | 0   | 1 | 20:14 | 11     |
| 3.  | Kasachstan  | 5  | 2 | 1   | 1   | 1 | 17:16 | 9      |
| 4.  | Frankreich  | 5  | 2 | 0   | 0   | 3 | 18:18 | 6      |
| 5.  | Norwegen    | 5  | 1 | 0   | 1   | 3 | 16:22 | 4      |
| 6.  | Österreich  | 5  | 1 | 0   | 0   | 4 | 11:20 | 3      |

Abkürzungen: Pl. = Platz, Sp = Spiele, S = Siege, OTS = Siege nach Verlängerung (Overtime) oder Penaltyschießen, OTN = Niederlagen nach Verlängerung oder Penaltyschießen, N = Niederlagen
Erläuterungen: Aufsteiger in die Top-Division, Absteiger in die Division IB

### Gruppe B in Asiago, Italien
Das Turnier der Gruppe B der Division I wird vom 18. bis 24. April 2016 im italienischen Asiago ausgetragen. Die Spiele finden im 3.000 Zuschauer fassenden Pala Hodegart statt.
| 18. April 2016 13:30 Uhr (Ortszeit) | Südkorea | 2:6 (0:1, 1:1, 1:4) Spielbericht | Ungarn | Pala Hodegart, Asiago Zuschauer: 100 |

| 18. April 2016 17:00 Uhr | Ukraine | 3:1 (1:1, 1:0, 1:0) Spielbericht | Slowenien | Pala Hodegart, Asiago Zuschauer: 120 |

| 18. April 2016 20:30 Uhr | Italien | 2:3 (2:0, 0:2, 0:1) Spielbericht | Japan | Pala Hodegart, Asiago Zuschauer: 400 |

| 19. April 2016 13:30 Uhr | Ungarn | 6:2 (2:1, 0:1, 4:0) Spielbericht | Ukraine | Pala Hodegart, Asiago Zuschauer: 130 |

| 19. April 2016 17:00 Uhr | Japan | 1:0 (1:0, 0:0, 0:0) Spielbericht | Südkorea | Pala Hodegart, Asiago Zuschauer: 100 |

| 19. April 2016 20:30 Uhr | Slowenien | 4:2 (0:2, 1:0, 3:0) Spielbericht | Italien | Pala Hodegart, Asiago Zuschauer: 500 |

| 21. April 2016 13:30 Uhr | Slowenien | 1:4 (0:3, 1:0, 0:1) Spielbericht | Japan | Pala Hodegart, Asiago Zuschauer: 200 |

| 21. April 2016 17:00 Uhr | Südkorea | 3:6 (1:2, 1:2, 1:2) Spielbericht | Ukraine | Pala Hodegart, Asiago Zuschauer: 150 |

| 21. April 2016 20:30 Uhr | Ungarn | 7:1 (3:1, 1:0, 3:0) Spielbericht | Italien | Pala Hodegart, Asiago Zuschauer: 500 |

| 22. April 2016 13:30 Uhr | Slowenien | 9:3 (3:1, 3:1, 3:1) Spielbericht | Südkorea | Pala Hodegart, Asiago Zuschauer: 150 |

| 22. April 2016 17:00 Uhr | Japan | 2:4 (0:0, 2:2, 0:2) Spielbericht | Ungarn | Pala Hodegart, Asiago Zuschauer: 200 |

| 22. April 2016 20:30 Uhr | Ukraine | 4:2 (2:2, 1:0, 1:0) Spielbericht | Italien | Pala Hodegart, Asiago Zuschauer: 600 |

| 24. April 2016 13:30 Uhr | Japan | 3:2 (2:1, 1:1, 0:0) Spielbericht | Ukraine | Pala Hodegart, Asiago Zuschauer: 150 |

| 24. April 2016 17:00 Uhr | Ungarn | 5:4 (2:2, 1:1, 2:1) Spielbericht | Slowenien | Pala Hodegart, Asiago Zuschauer: 250 |

| 24. April 2016 20:30 Uhr | Italien | 5:2 (1:0, 3:1, 1:1) Spielbericht | Südkorea | Pala Hodegart, Asiago Zuschauer: 1.050 |

| Pl. |           | Sp | S | OTS | OTN | N | Tore  | Punkte |
| 1.  | Ungarn    | 5  | 5 | 0   | 0   | 0 | 28:11 | 15     |
| 2.  | Japan     | 5  | 4 | 0   | 0   | 1 | 13:09 | 12     |
| 3.  | Ukraine   | 5  | 3 | 0   | 0   | 2 | 17:15 | 9      |
| 4.  | Slowenien | 5  | 2 | 0   | 0   | 3 | 19:17 | 6      |
| 5.  | Italien   | 5  | 1 | 0   | 0   | 4 | 12:20 | 3      |
| 6.  | Südkorea  | 5  | 0 | 0   | 0   | 5 | 10:27 | 0      |

Abkürzungen: Pl. = Platz, Sp = Spiele, S = Siege, OTS = Siege nach Verlängerung (Overtime) oder Penaltyschießen, OTN = Niederlagen nach Verlängerung oder Penaltyschießen, N = Niederlagen
Erläuterungen: Aufsteiger in die Division IA, Absteiger in die Division IIA

### Auf- und Abstieg
| Absteiger in die Division IA:   | Dänemark   |
| Aufsteiger in die Top-Division: | Belarus    |
| Absteiger in die Division IB:   | Österreich |
| Aufsteiger in die Division IA:  | Ungarn     |
| Absteiger in die Division IIA:  | Südkorea   |
| Aufsteiger in die Division IB:  | Polen      |

## Division II

### Gruppe A in Brașov, Rumänien
Das Turnier der Gruppe A wurde vom 4. bis 10. April 2015 in der rumänischen Stadt Brașov ausgetragen. Die Spiele fanden in der 1.584 Zuschauer fassenden Patinoarul Olimpic statt.
| 4. April 2016 13:30 Uhr (Ortszeit) | Polen | 7:2 (1:1, 3:0, 3:1) Spielbericht | Kroatien | Patinoarul Olimpic, Brașov Zuschauer: 50 |

| 4. April 2016 17:00 Uhr | Großbritannien | 2:5 (0:2, 1:2, 1:1) Spielbericht | Litauen | Patinoarul Olimpic, Brașov Zuschauer: 75 |

| 4. April 2016 20:30 Uhr | Rumänien | 8:1 (1:0, 4:0, 3:1) Spielbericht | Niederlande | Patinoarul Olimpic, Brașov Zuschauer: 900 |

| 5. April 2016 13:30 Uhr | Kroatien | 1:7 (1:3, 0:2, 0:2) Spielbericht | Großbritannien | Patinoarul Olimpic, Brașov Zuschauer: 60 |

| 5. April 2016 17:00 Uhr | Niederlande | 1:10 (0:5, 0:5, 1:0) Spielbericht | Polen | Patinoarul Olimpic, Brașov Zuschauer: 40 |

| 5. April 2016 20:00 Uhr | Rumänien | 6:1 (2:0, 2:0, 2:1) Spielbericht | Litauen | Patinoarul Olimpic, Brașov Zuschauer: 600 |

| 7. April 2016 13:30 Uhr | Großbritannien | 5:2 (1:1, 1:0, 3:1) Spielbericht | Niederlande | Patinoarul Olimpic, Brașov Zuschauer: 50 |

| 7. April 2016 17:00 Uhr | Litauen | 6:3 (2:0, 4:1, 0:2) Spielbericht | Kroatien | Patinoarul Olimpic, Brașov Zuschauer: 60 |

| 7. April 2016 20:30 Uhr | Polen | 10:3 (2:1, 5:0, 3:2) Spielbericht | Rumänien | Patinoarul Olimpic, Brașov Zuschauer: 600 |

| 8. April 2016 13:30 Uhr | Litauen | 4:1 (2:0, 2:0, 0:1) Spielbericht | Niederlande | Patinoarul Olimpic, Brașov Zuschauer: 40 |

| 8. April 2016 17:00 Uhr | Polen | 9:1 (3:0, 1:1, 5:0) Spielbericht | Großbritannien | Patinoarul Olimpic, Brașov Zuschauer: 60 |

| 8. April 2016 20:30 Uhr | Kroatien | 0:4 (0:0, 0:2, 0:2) Spielbericht | Rumänien | Patinoarul Olimpic, Brașov Zuschauer: 500 |

| 10. April 2016 13:30 Uhr | Litauen | 1:7 (0:4, 0:0, 1:3) Spielbericht | Polen | Patinoarul Olimpic, Brașov Zuschauer: 50 |

| 10. April 2016 17:00 Uhr | Niederlande | 1:2 (0:0, 0:1, 1:1) Spielbericht | Kroatien | Patinoarul Olimpic, Brașov Zuschauer: 60 |

| 10. April 2016 20:30 Uhr | Großbritannien | 3:6 (0:1, 2:4, 1:1) Spielbericht | Rumänien | Patinoarul Olimpic, Brașov Zuschauer: 900 |

| Pl. |                | Sp | S | OTS | OTN | N | Tore  | Punkte |
| 1.  | Polen          | 5  | 5 | 0   | 0   | 0 | 43:08 | 15     |
| 2.  | Rumänien       | 5  | 4 | 0   | 0   | 1 | 27:15 | 12     |
| 3.  | Litauen        | 5  | 3 | 0   | 0   | 2 | 17:19 | 9      |
| 4.  | Großbritannien | 5  | 2 | 0   | 0   | 3 | 18:23 | 6      |
| 5.  | Kroatien       | 5  | 1 | 0   | 0   | 4 | 08:25 | 3      |
| 6.  | Niederlande    | 5  | 0 | 0   | 0   | 5 | 06:29 | 0      |

Abkürzungen: Pl. = Platz, Sp = Spiele, S = Siege, OTS = Siege nach Verlängerung (Overtime) oder Penaltyschießen, OTN = Niederlagen nach Verlängerung oder Penaltyschießen, N = Niederlagen
Erläuterungen: Aufsteiger in die Division IB, Absteiger in die Division IIB

### Gruppe B in Valdemoro, Spanien
Das Turnier der Gruppe B wurde zwischen dem 26. März und 1. April 2016 im spanischen Valdemoro ausgetragen. Die Spiele fanden in der 2.000 Zuschauer fassenden Pista Municipal de Hielo Francisco Fernández Ochoa statt.
| 26. März 2016 13:00 Uhr (Ortszeit) | Island | 4:5 (2:1, 1:1, 1:3) Spielbericht | Belgien | Pista Municipal de Hielo F. F. Ochoa, Valdemoro Zuschauer: 100 |

| 26. März 2016 16:30 Uhr | Serbien | 3:5 (0:1, 3:2, 0:2) Spielbericht | Estland | Pista Municipal de Hielo F. F. Ochoa, Valdemoro Zuschauer: 94 |

| 26. März 2016 20:00 Uhr | Spanien | 7:2 (2:1, 2:1, 3:0) Spielbericht | Volksrepublik China | Pista Municipal de Hielo F. F. Ochoa, Valdemoro Zuschauer: 200 |

| 27. März 2016 13:00 Uhr | Estland | 10:0 (2:0, 7:0, 1:0) Spielbericht | Belgien | Pista Municipal de Hielo F. F. Ochoa, Valdemoro Zuschauer: 74 |

| 27. März 2016 16:30 Uhr | Volksrepublik China | 3:5 (1:2, 1:0, 1:3) Spielbericht | Island | Pista Municipal de Hielo F. F. Ochoa, Valdemoro Zuschauer: 80 |

| 27. März 2016 20:00 Uhr | Spanien | 4:2 (2:0, 2:1, 0:1) Spielbericht | Serbien | Pista Municipal de Hielo F. F. Ochoa, Valdemoro Zuschauer: 350 |

| 29. März 2016 13:00 Uhr | Estland | 3:2 (1:0, 1:1, 1:1) Spielbericht | Volksrepublik China | Pista Municipal de Hielo F. F. Ochoa, Valdemoro Zuschauer: 55 |

| 29. März 2016 16:30 Uhr | Serbien | 2:1 (1:1, 1:0, 0:0) Spielbericht | Belgien | Pista Municipal de Hielo F. F. Ochoa, Valdemoro Zuschauer: 76 |

| 29. März 2016 20:00 Uhr | Spanien | 3:0 (1:0, 0:0, 2:0) Spielbericht | Island | Pista Municipal de Hielo F. F. Ochoa, Valdemoro Zuschauer: 150 |

| 31. März 2016 13:00 Uhr | Volksrepublik China | 0:1 (0:0, 0:1, 0:0) Spielbericht | Serbien | Pista Municipal de Hielo F. F. Ochoa, Valdemoro Zuschauer: 48 |

| 31. März 2016 16:30 Uhr | Island | 2:15 (1:4, 1:4, 0:7) Spielbericht | Estland | Pista Municipal de Hielo F. F. Ochoa, Valdemoro Zuschauer: 30 |

| 31. März 2016 20:00 Uhr | Belgien | 5:8 (1:3, 2:2, 2:3) Spielbericht | Spanien | Pista Municipal de Hielo F. F. Ochoa, Valdemoro Zuschauer: 250 |

| 1. April 2016 13:00 Uhr | Serbien | 4:0 (0:0, 2:0, 2:0) Spielbericht | Island | Pista Municipal de Hielo F. F. Ochoa, Valdemoro Zuschauer: 30 |

| 1. April 2016 16:30 Uhr | Belgien | 4:5 (2:0, 2:1, 0:4) Spielbericht | Volksrepublik China | Pista Municipal de Hielo F. F. Ochoa, Valdemoro Zuschauer: 90 |

| 1. April 2016 20:00 Uhr | Estland | 5:4 (1:2, 2:0, 2:2) Spielbericht | Spanien | Pista Municipal de Hielo F. F. Ochoa, Valdemoro Zuschauer: 800 |

| Pl. |                     | Sp | S | OTS | OTN | N | Tore  | Punkte |
| 1.  | Estland             | 5  | 5 | 0   | 0   | 0 | 38:11 | 15     |
| 2.  | Spanien             | 5  | 4 | 0   | 0   | 1 | 26:14 | 12     |
| 3.  | Serbien             | 5  | 3 | 0   | 0   | 2 | 12:10 | 9      |
| 4.  | Island              | 5  | 1 | 0   | 0   | 4 | 11:30 | 3      |
| 5.  | Belgien             | 5  | 1 | 0   | 0   | 4 | 15:29 | 3      |
| 6.  | Volksrepublik China | 5  | 1 | 0   | 0   | 4 | 12:20 | 3      |

Abkürzungen: Pl. = Platz, Sp = Spiele, S = Siege, OTS = Siege nach Verlängerung (Overtime) oder Penaltyschießen, OTN = Niederlagen nach Verlängerung oder Penaltyschießen, N = Niederlagen
Erläuterungen: Aufsteiger in die Division IIA, Absteiger in die Division IIIA

### Auf- und Abstieg
| Absteiger in die Division IIA:  | Südkorea            |
| Aufsteiger in die Division IB:  | Polen               |
| Absteiger in die Division IIB:  | Niederlande         |
| Aufsteiger in die Division IIA: | Estland             |
| Absteiger in die Division IIIA: | Volksrepublik China |
| Aufsteiger in die Division IIB: | Australien          |

## Division III

### Gruppe A in Sofia, Bulgarien
Das Turnier der Gruppe A wurde vom 14. bis 20. März 2016 in der bulgarischen Hauptstadt Sofia ausgetragen. Die Spiele fanden im 4.600 Zuschauer fassenden Wintersportpalast statt.
| 14. März 2016 13:00 Uhr (Ortszeit) | Mexiko | 1:3 (0:0, 1:2, 0:1) Spielbericht | Israel | Wintersportpalast, Sofia Zuschauer: 258 |

| 14. März 2016 16:30 Uhr | Türkei | 5:4 n. V. (4:1, 0:1, 0:2, 1:0) Spielbericht | Republik China (Taiwan) | Wintersportpalast, Sofia Zuschauer: 268 |

| 14. März 2016 20:00 Uhr | Bulgarien | 3:4 (1:2, 1:1, 1:1) Spielbericht | Australien | Wintersportpalast, Sofia Zuschauer: 1.150 |

| 15. März 2016 13:00 Uhr | Israel | 1:4 (0:1, 0:2, 1:1) Spielbericht | Türkei | Wintersportpalast, Sofia Zuschauer: 125 |

| 15. März 2016 16:30 Uhr | Australien | 6:3 (1:1, 1:2, 4:0) Spielbericht | Republik China (Taiwan) | Wintersportpalast, Sofia Zuschauer: 369 |

| 15. März 2016 20:00 Uhr | Mexiko | 2:4 (0:1, 1:0, 1:3) Spielbericht | Bulgarien | Wintersportpalast, Sofia Zuschauer: 1.850 |

| 17. März 2016 13:00 Uhr | Mexiko | 1:4 (0:2, 0:0, 1:2) Spielbericht | Türkei | Wintersportpalast, Sofia Zuschauer: 100 |

| 17. März 2016 16:30 Uhr | Australien | 4:3 (2:1, 0:0, 2:2) Spielbericht | Israel | Wintersportpalast, Sofia Zuschauer: 365 |

| 17. März 2016 20:00 Uhr | Bulgarien | 9:3 (4:0, 3:2, 2:1) Spielbericht | Republik China (Taiwan) | Wintersportpalast, Sofia Zuschauer: 1.890 |

| 18. März 2016 13:00 Uhr | Türkei | 9:6 (4:0, 2:4, 3:2) Spielbericht | Australien | Wintersportpalast, Sofia Zuschauer: 230 |

| 18. März 2016 16:30 Uhr | Republik China (Taiwan) | 4:2 (1:2, 1:0, 2:0) Spielbericht | Mexiko | Wintersportpalast, Sofia Zuschauer: 190 |

| 18. März 2016 20:00 Uhr | Israel | 4:3 (3:3, 1:0, 0:0) Spielbericht | Bulgarien | Wintersportpalast, Sofia Zuschauer: 1.800 |

| 20. März 2016 13:00 Uhr | Republik China (Taiwan) | 3:4 n. P. (0:0, 1:2, 2:1, 0:0, 0:1) Spielbericht | Israel | Wintersportpalast, Sofia Zuschauer: 140 |

| 20. März 2016 16:30 Uhr | Bulgarien | 1:0 (0:0, 1:0, 0:0) Spielbericht | Türkei | Wintersportpalast, Sofia Zuschauer: 1.995 |

| 20. März 2016 20:00 Uhr | Australien | 5:4 (0:1, 1:1, 4:2) Spielbericht | Mexiko | Wintersportpalast, Sofia Zuschauer: 450 |

| Pl. |                         | Sp | S | OTS | OTN | N | Tore  | Punkte |
| 1.  | Australien              | 5  | 4 | 0   | 0   | 1 | 25:22 | 12     |
| 2.  | Türkei                  | 5  | 3 | 1   | 0   | 1 | 22:13 | 11     |
| 3.  | Bulgarien               | 5  | 3 | 0   | 0   | 2 | 20:13 | 9      |
| 4.  | Israel                  | 5  | 2 | 1   | 0   | 2 | 15:15 | 8      |
| 5.  | Republik China (Taiwan) | 5  | 1 | 0   | 2   | 2 | 17:26 | 5      |
| 6.  | Mexiko                  | 5  | 0 | 0   | 0   | 5 | 10:20 | 0      |

Abkürzungen: Pl. = Platz, Sp = Spiele, S = Siege, OTS = Siege nach Verlängerung (Overtime) oder Penaltyschießen, OTN = Niederlagen nach Verlängerung oder Penaltyschießen, N = Niederlagen
Erläuterungen: Aufsteiger in die Division IIB, Absteiger in die Division IIIB

### Gruppe B in Kapstadt, Südafrika
Das Turnier der Gruppe B wurde vom 14. bis 19. Februar 2016 in der südafrikanischen Metropole Kapstadt ausgetragen. Die Spiele fanden in der 2.800 Zuschauer fassenden Grand West Ice Station statt.
| 14. Februar 2016 20:00 Uhr (Ortszeit) | Hongkong | 3:6 (1:4, 2:1, 0:1) Spielbericht | Südafrika | Grand West Ice Station, Kapstadt Zuschauer: 400 |

| 15. Februar 2016 20:00 Uhr | Neuseeland | 8:4 (5:1, 0:1, 3:2) Spielbericht | Hongkong | Grand West Ice Station, Kapstadt Zuschauer: 126 |

| 16. Februar 2016 17:45 Uhr | Südafrika | 1:6 (0:3, 1:3, 0:0) Spielbericht | Neuseeland | Grand West Ice Station, Kapstadt Zuschauer: 253 |

| 17. Februar 2016 17:45 Uhr | Hongkong | 3:2 (1:1, 1:1, 1:0) Spielbericht | Südafrika | Grand West Ice Station, Kapstadt Zuschauer: 289 |

| 18. Februar 2016 17:45 Uhr | Neuseeland | 9:2 (3:0, 5:0, 1:2) Spielbericht | Hongkong | Grand West Ice Station, Kapstadt Zuschauer: 94 |

| 19. Februar 2016 17:45 Uhr | Südafrika | 2:7 (0:3, 0:1, 2:3) Spielbericht | Neuseeland | Grand West Ice Station, Kapstadt Zuschauer: 589 |

| Pl. |            | Sp | S | OTS | OTN | N | Tore  | Punkte |
| 1.  | Neuseeland | 4  | 4 | 0   | 0   | 0 | 30:09 | 12     |
| 2.  | Südafrika  | 4  | 1 | 0   | 0   | 3 | 11:19 | 3      |
| 3.  | Hongkong   | 4  | 1 | 0   | 0   | 3 | 12:25 | 3      |

Abkürzungen: Pl. = Platz, Sp = Spiele, S = Siege, OTS = Siege nach Verlängerung (Overtime) oder Penaltyschießen, OTN = Niederlagen nach Verlängerung oder Penaltyschießen, N = Niederlagen
Erläuterungen: Aufsteiger in die Division IIIA

### Auf- und Abstieg
| Absteiger in die Division IIIA:  | Volksrepublik China |
| Aufsteiger in die Division IIB:  | Australien          |
| Absteiger in die Division IIIB:  | Mexiko              |
| Aufsteiger in die Division IIIA: | Neuseeland          |